# Borki (Krasnoiarsk)
Borki (en rus: Борки) és un poble del krai de Krasnoiarsk, a Rússia, segons el cens del 2010 tenia 83 habitants. Pertany al districte municipal d'Àban.